# 古格鲁吉亚语
古格鲁吉亚语（古格鲁吉亚语：ႤႬႠჂ ႵႠႰႧႭჃႪႨ，enay kartuli）是一个由君主制格鲁吉亚于5世纪开始使用的文学语言。这一语言仍由格鲁吉亚正教会用作礼仪语言，并且仍然可以受到广泛理解。口语古格鲁吉亚语于11世纪让位于中古格鲁吉亚语，并于18世纪发展为格鲁吉亚语。